# Біва (озеро)
Озеро Бі́ва (яп. 琵琶湖, біва-ко, «озеро біва») — найбільше озеро у Японії, розташоване у префектурі Сіґа, на схід від японської стародавньої столиці Кіото. Відоме також як озеро Омі або море Омі.

## Загальний опис
Басейн озера охоплює 3174 км², озеро має довжину 63,5 км, максимальна ширина — 20 км, площа 670,3 км², максимальна глибина 103,8 м, об'єм 27,5 км³, узбережжя 235 км, висота над рівнем моря 85,6 м чи 85 м. Середня глибина у південній частині озера — 4 м, у північній — 40 м.
В озеро впадають понад 400 (460) рік, з озера витікає річка Сета (назва річки Йодо у верхів'ях). Основні притоки озера: Мано, Камо, Адо, Ісіда, Тінаї, Його, Ані, Амано, Сері, Інукамі, Усо, Ці, Темедзі, Хіно, Ясу та Кусацу. Басейн озера лежить біля префектур Сіга (96 % площі префектури), Міе, Кіото, Осака, Хиого і Нара. Сумарна площа басейнів озера і з Йодо становить 8240 км².
Середньорічна норма опадів у районі озера становить 1845—1880 мм. На півдні озера вона становить близько 1600 мм, але в півночі його басейну сягає 3000 мм.
На озері 4 острови: Тікубусіма (яп. 竹生島), Окісіма (яп. 沖島), Такесіма (яп. 多景島), Окіносіроісі (яп. 沖の白石).
На схід від озера розташовані великі рисові поля. Більшість населення зосереджена на південь і схід від озера. На озері розташовані великі міста Хіконе і Оцу.
У 1993 року озеро було оголошено Рамсарським угіддям.
Озеро постачає питну воду близько 13-14 млн чоловік у регіоні Кансай, включаючи місто Кіото. Два канали, побудовані 1890 і 1912 роках, відводять воду з озера в Кіото. В озері мешкає значна кількість риби.
Восени і навесні під час дощів і тайфунів рівень води може підніматися на три метри.
Озеро Біва утворилося понад 4 мільйони років тому (або близько 5 млн) і є одним із найстаріших озер у світі. Басейн озера складений переважно гранітом, осадовими породами пліоцену і плейстоцену, сланцями, пісковиком, вапняком, і пухкими відкладами. Озеро лежить у западині Омі, його басейн обмежений на сході хребтами Ібукі і Судзука заввишки 1200—1300 м, на заході хребтами Хіра і Хіей заввишки 800—1200 м, на півдні хребтами Сирагакі і Таканами заввишки 60 На півночі хребет Кохоку є вододілом між Бива та Японським морем.
В озері водиться понад 1000 видів водних організмів, багато з яких є ендеміками Біви. 13 з 53 видів риби, що водяться в озері, ендемічні.